# Championnat de Nouvelle-Calédonie féminin de football
Le championnat de Nouvelle-Calédonie féminin de football est une compétition annuelle de football féminin disputée entre clubs de Nouvelle-Calédonie.
Le vainqueur du championnat se qualifie pour la Ligue des champions féminine de l'OFC, créée en 2023.

## Palmarès
| Saison      | Champion                                                    |
| ----------- | ----------------------------------------------------------- |
| 2006-2007   | SC Ponérihouen                                              |
| 2007-2008   | Olympique de Nouméa                                         |
| 2009 à 2016 | inconnu                                                     |
| 2017        | AS Wetr                                                     |
| 2018        | inconnu                                                     |
| 2019        | AS Academy Féminine                                         |
| 2020        | inconnu                                                     |
| 2021        | Compétition abandonnée en raison de la pandémie de Covid-19 |
| 2022        | AS Academy Féminine                                         |